# Церковь Богоявления (Ярославль)
Церковь Богоявле́ния Господня — православный храм в историческом центре Ярославля. Построена в 1684—1693 годах на средства купца гостиной сотни Алексея Авраамович Зубчанинова. Известна фресковой росписью и изразцовым убранством фасадов. Расположена на названной по ней площади.

## Архитектура
Бесстолпный пятиглавый храм, без подклета, перекрыт сводом. Барабаны с главами стоят на крупных декоративных кокошниках. С юга к храму примыкает придел вологодского святого Дмитрия Прилуцкого, с севера — придел в воспоминание Страшного суда Христова. Внутреннее пространство основного куба освещено девятью высокими окнами.
После пожара 1753 года старые деревянные главы, венчающие изящные барабаны, были заменены новыми, причудливой барочной формы. В 1950-е главы церкви и её изразцовый декор были реставрированы по проекту старшего научного сотрудника Ярославских реставрационных мастерских В. Н. Захаровой и руководителя мастерских — Сергея Давыдова.

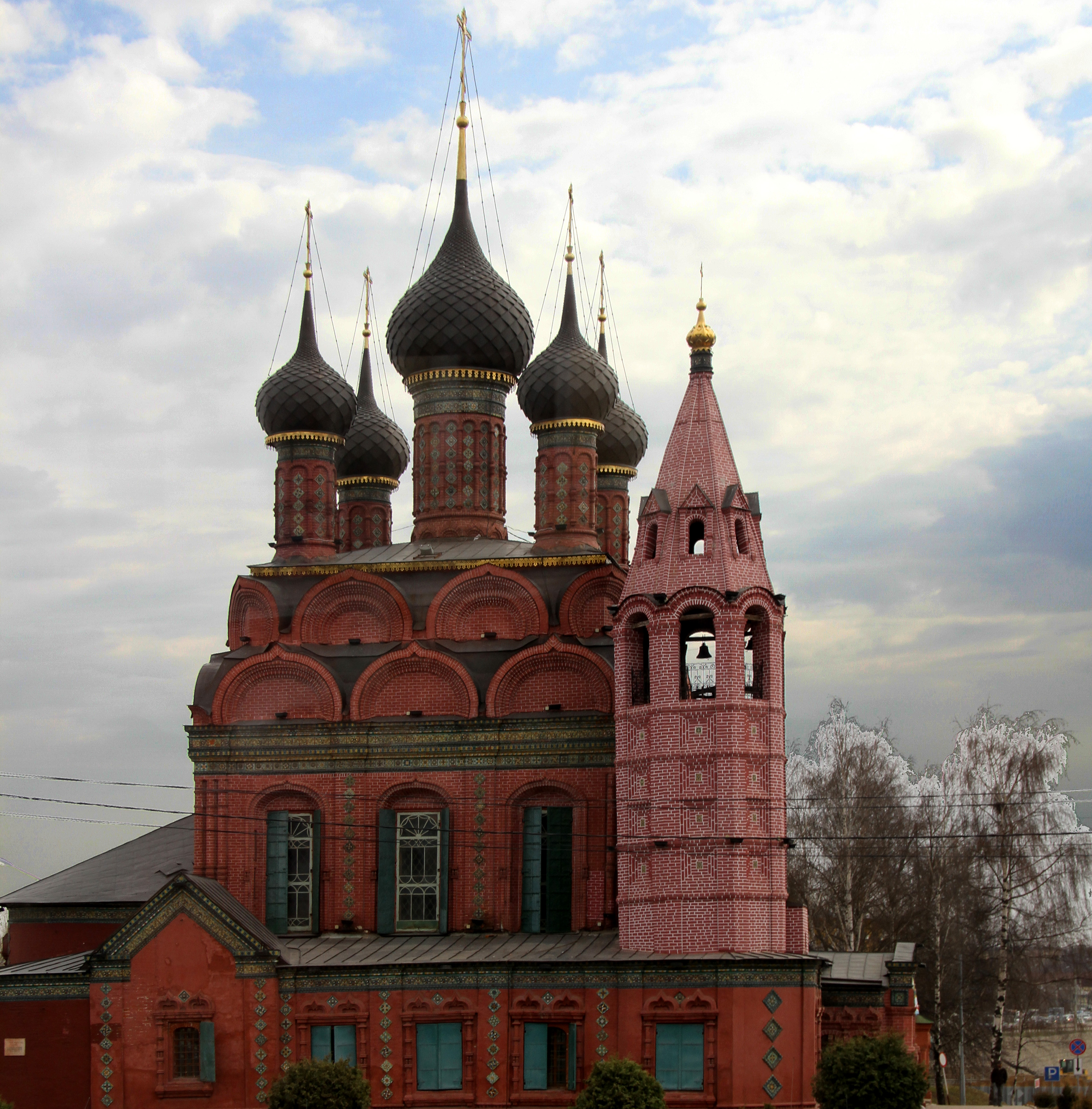
Вид с севера
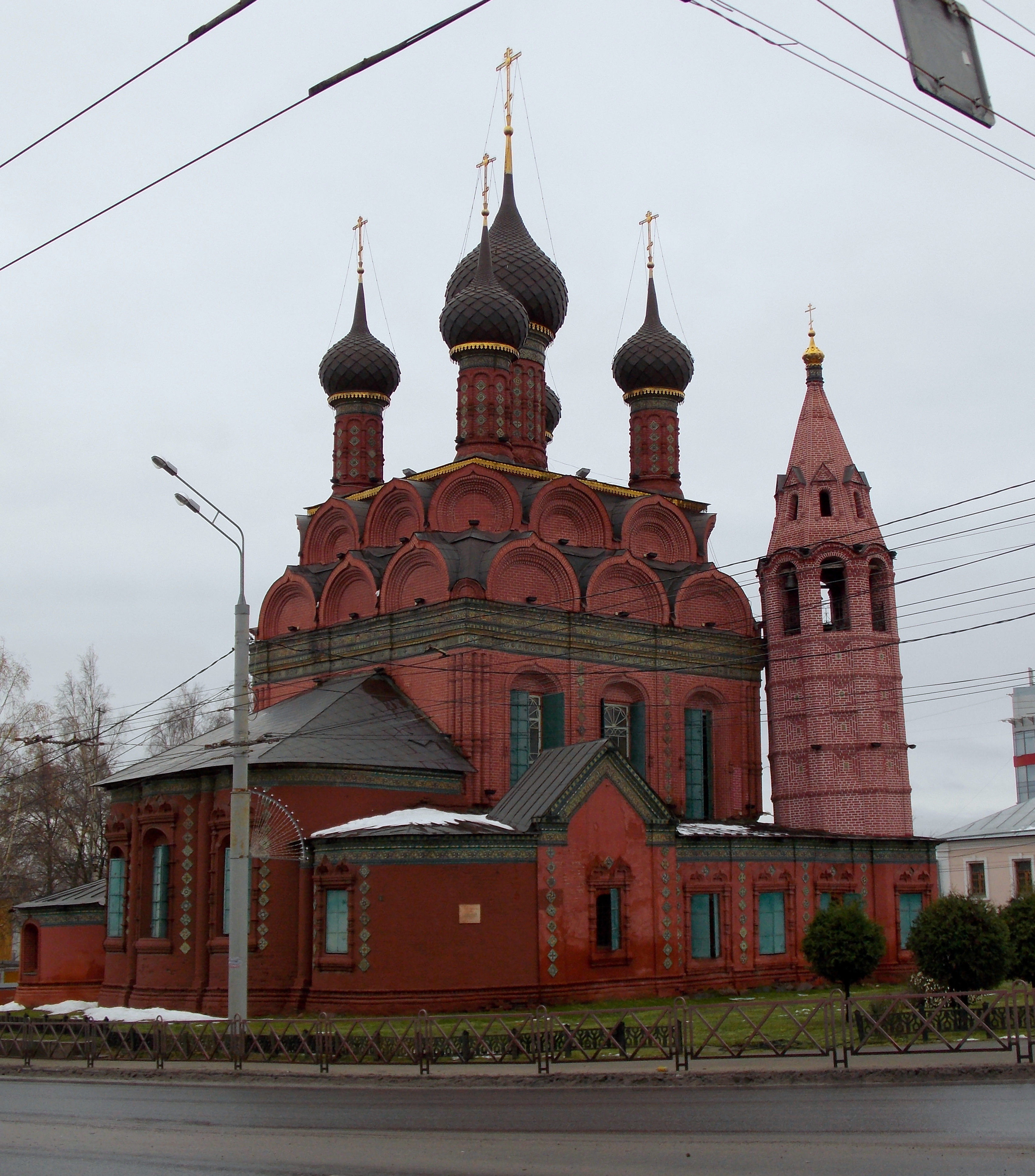
Вид с северо-востока
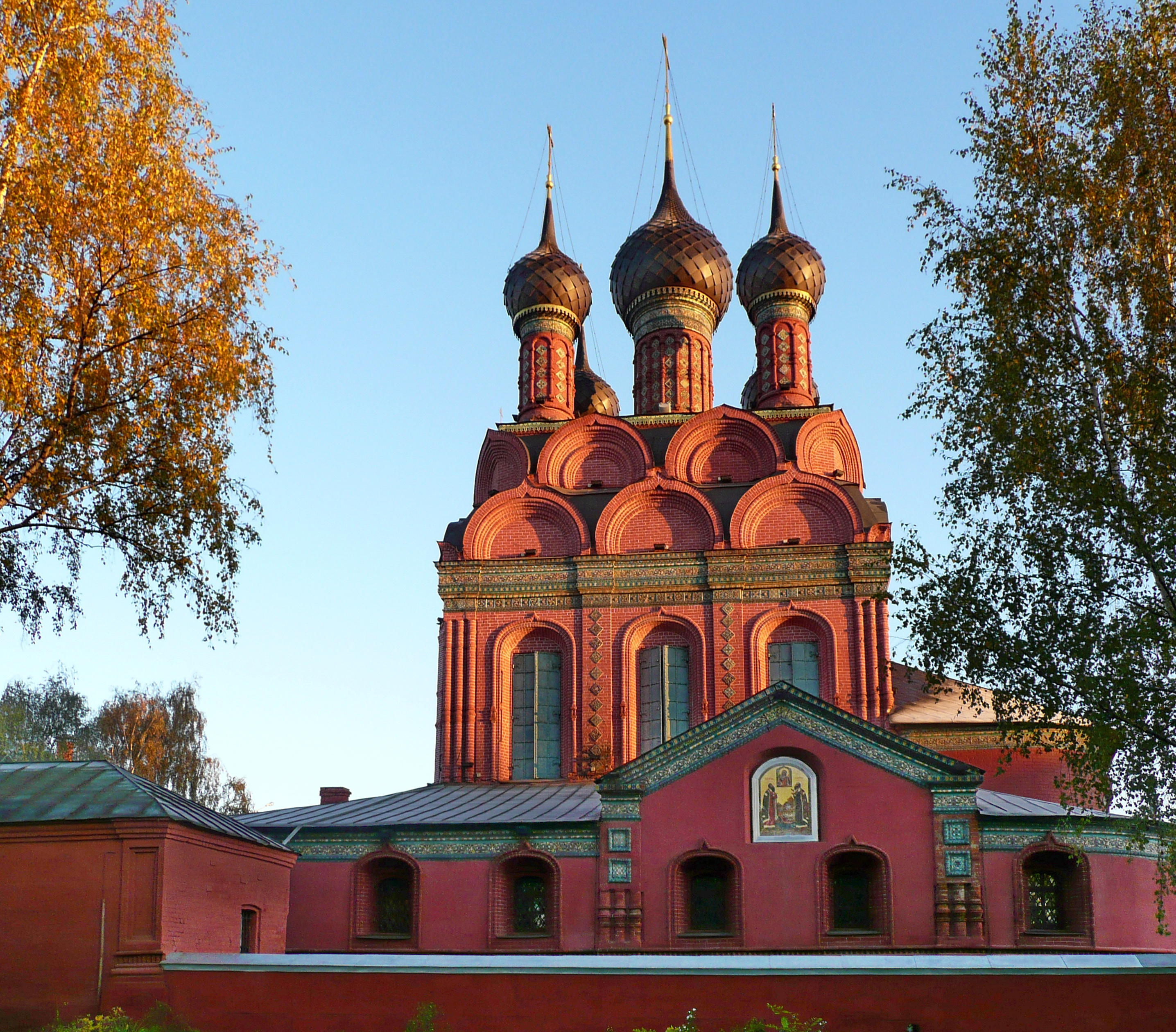
Вид с юга
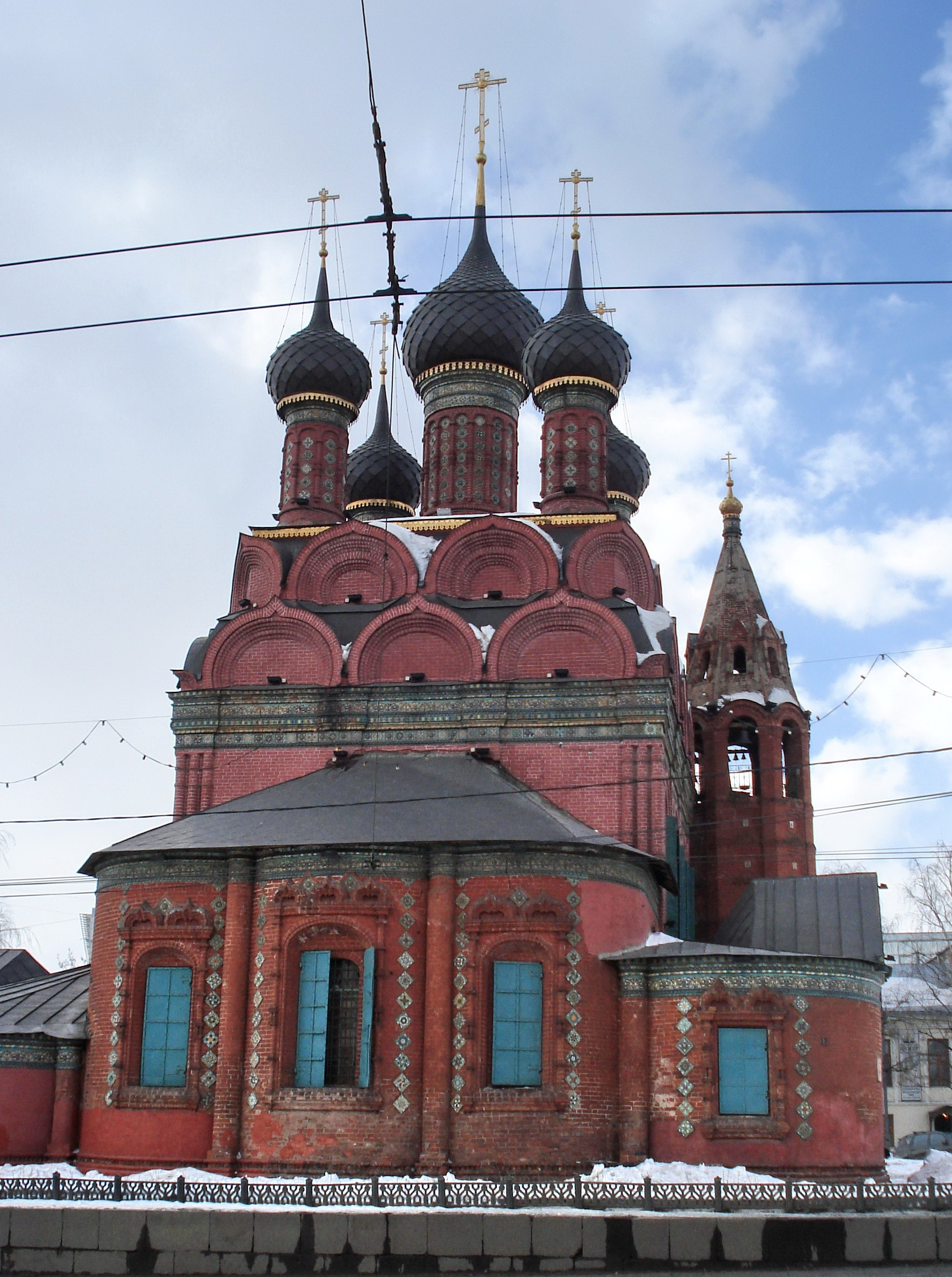
Вид с востока

## Внутреннее убранство
Точная дата создания росписи неизвестна. Надпись в алтаре около горнего места сообщает лишь дату освящения храма митрополитом Ростовским Иоасафом — 2 июля 1693 года. По-видимому, в 1693 году роспись была завершена, а начата в 1692 году.
Авторство богоявленской росписи не установлено. Стилистическая неоднородность композиционно-образного и цветового строя росписи указывает на участие в её выполнении представителей двух разных художественных артелей. В 1800-е годы нижний ярус стенописей и подзор были поновлены в клеевой технике Семёном Степановым Завязошниковым. В 1860-е была поновлена живопись в алтаре, в 1950-е годы красочный слой во всём храме был укреплён и промыт В. Брюсовой и А. Рогозиным.

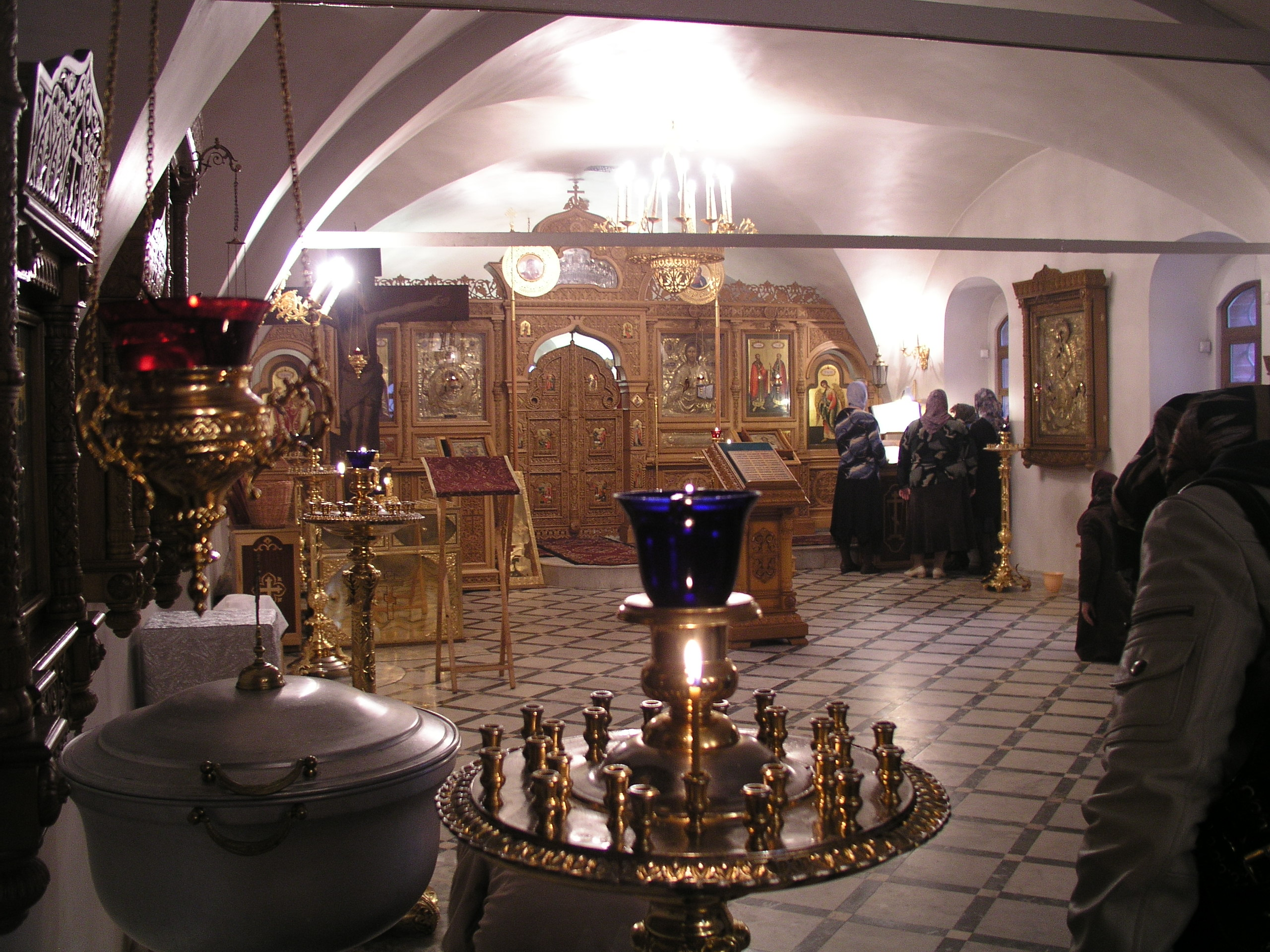
Убранство придела